# Aguada (Aguada)
Barrio Pueblo es uno de los 18 barrios que se ubican en el municipio de Aguada, Puerto Rico. En el Censo de 2010 tenía una población de 1324 habitantes y una densidad poblacional de 4.733,33 personas por km².

## Geografía
Barrio Pueblo se encuentra ubicado en las coordenadas 18°22′49″N 67°11′19″O / 18.38028, -67.18861. Según la Oficina del Censo de los Estados Unidos, este barrio tiene una superficie total de 0.28 km², que corresponden a tierra firme.

## Demografía
Conforme a los datos del censo de 2010,a esa fecha residían en el barrio Pueblo 1,324 personas. La densidad poblacional era de 4.733,33 hab./km². En lo referente a raza, el barrio Pueblo estaba compuesto por un 88.52% blancos, 5.66% afroamericanos, 1.44% amerindios, 0.08% asiáticos, 2.27% otras razas y el 2.04% pertenecían a dos o más razas. Del total de la población el 99.7% eran hispanos o latinos de cualquier raza.